# Badisches Sagenbuch

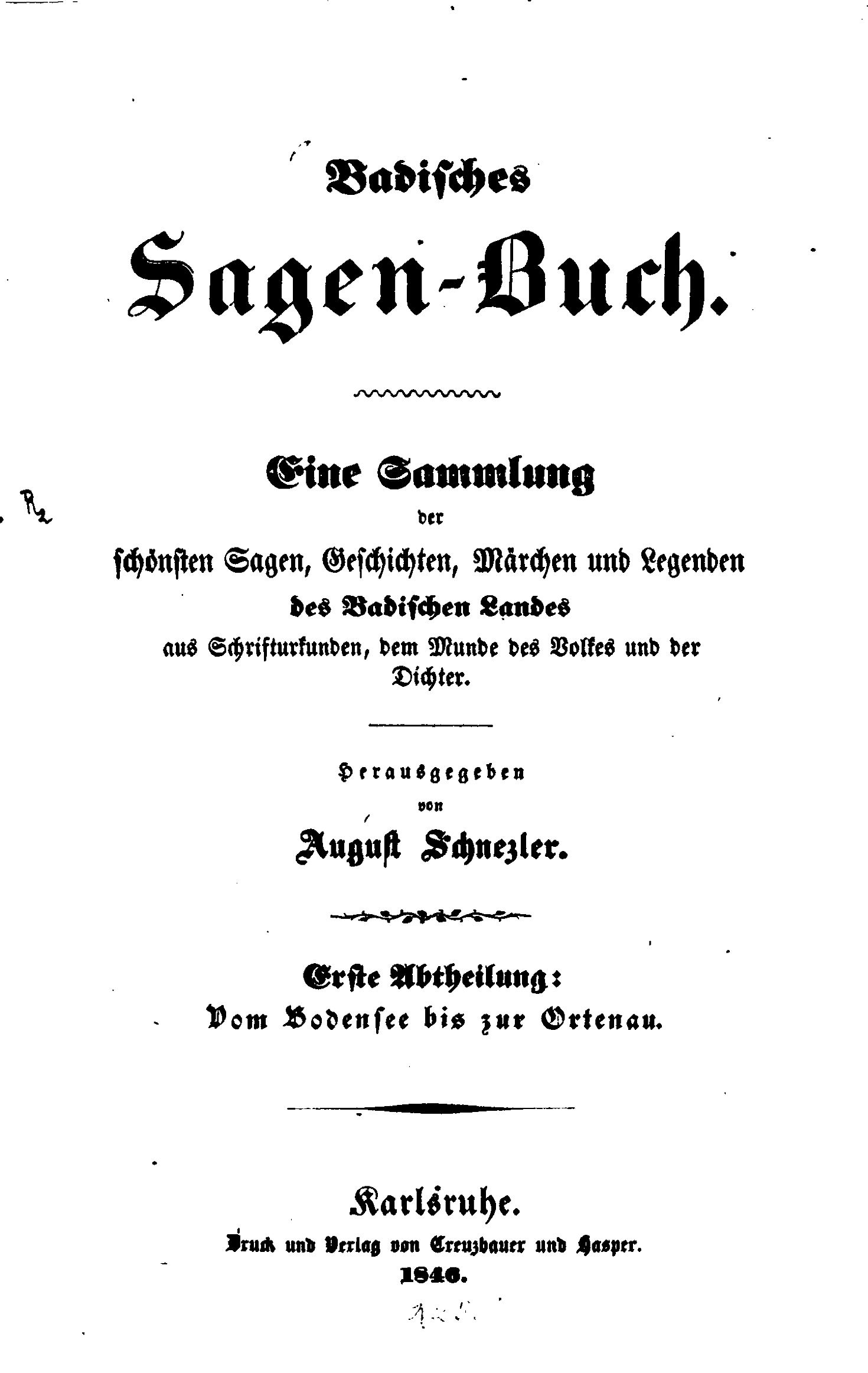
Titelblatt der Erstausgabe des Badischen Sagenbuches von 1846

Das Badische Sagenbuch ist eine Sammlung von Volkssagen aus dem Gebiet des ehemaligen Großherzogtums Baden, die von August Schnezler zusammengestellt und 1846 erstmals publiziert wurde. Neben Neuauflagen in Form von Reprints gab es 1898/99 den Versuch zu einem erweiterten und illustrierten Badischen Sagenbuch, das allerdings nur für die südlichen Landesteile realisiert wurde.

## Vorläufer
Schnezler führt in seinem Vorwort die vielfältigen Arbeiten auf, die für ihn Anregung und Material für seine Sagensammlung darstellten.
Als früheste bekannte Sammlung badischer Volkssagen gilt jene von Heinrich Medicus, eine handschriftliche Sammlung von 30 Sagen, die überwiegend aus Baden stammen und 1800 bis 1807 niedergeschrieben wurden. Aloys Schreiber publizierte 1806/1807 in der von ihm herausgegebenen Badischen Wochenschrift zur Belehrung und Unterhaltung für alle Stände auch einzelne Volkssagen und gab damit eine Anregung. Aloys Schreiber veröffentlichte dann 1819 Sagen aus den Gegenden des Rheins und des Schwarzwaldes. Eduard Brauer gab 1845 eine Sammlung von Sagenballaden unter dem Titel Sagen und Geschichten der Stadt Baden im Großherzogthum und ihrer näheren und entfernteren Umgebungen in poetischem Gewande heraus.
Laut Schnezler bewog ihn insbesondere die elsässische Sagensammlung von August Stöber, eine solche Sammlung auch für die rechtsrheinischen Gebiete zu erstellen.

## Die Sammlung
Unter dem Titel „Badisches Sagen-Buch – Eine Sammlung der schönsten Sagen, Geschichten, Märchen und Legenden des Badischen Landes aus Schrifturkunden, dem Munde des Volkes und der Dichter“ erschienen 1846 im Karlsruher Verlag Creuzbauer und Hasper zwei Bände.
Der erste Band hat den Untertitel Erste Abtheilung: Vom Bodensee bis zur Ortenau und trug die Widmung „Seiner königlichen Hoheit dem Großherzog Leopold I. von Baden, Dem erhabenen Freunde und Pfleger der vaterländischen Geschichte und Sagenkunde.“
Der zweite Band trägt den Untertitel: Zweite Abtheilung: Von der Ortenau bis zum Mainthal.
Auch innerhalb der Bände sind die Sagen nach Landschaften gegliedert. Im ersten Band sind dies: Bodensee, Linzgau, Hegau, Rheintal, Klettgau, Albgau, Waldstädte und Umgebung, Breisgau, Sagen aus der Baar, Kinzigthal und Seitenthäler. 245 Sagen, Geschichten, Märchen und Legenden auf 488 Seiten, wobei der Schwerpunkt mit 110 Beiträgen eindeutig auf dem Breisgau liegt. Die von Schnezler ausgewählten Beiträge stammen u. a. aus Mone’s Anzeiger und von Heinrich Schreiber, Aloys Schreiber, Joseph Bader, Bernhard Baader, Gustav Schwab und einer Vielzahl weiterer Autoren und Sammler.
Im zweiten Band werden behandelt: Ortenau, Hanauer Ländchen, Renchthal und Seitenthäler, Acherthal und Seitenthäler, Mummelsee und Nachbarseeen, Bühl und nächste Umgebung, Sagen von der Burg Windeck, Oosgau – Stadt Baden und nächste Umgebung, Murgthal, Albthal, Karlsruhe und nächste Umgebung, Durlacher Sagen, Pforzheim und Umgegend, Kraichgau und Elsenzgau, Mannheim und nächste Umgegend, Pfälzer Bergstraße, Heidelberg und nächste Umgebung, Neckarthal und Odenwald, Odenwäldisches Bauland, Taubergrund und Mainthal, Sagen aus der Gegend bei Wertheim – 324 Beiträge auf 654 Seiten.
Eine Vielzahl der Beiträge hat Schnezler aus Mone's Anzeiger, von Aloys Schreiber und Eduard Brauer übernommen, aber auch er selbst und eine Vielzahl weiterer Autoren und Sammler haben zu diesem Band beigetragen.

### Ausgaben

#### 1846
Die Sagensammlung „Badisches Sagen-Buch“ wurde erstmals 1846 vom Karlsruher Verlag Creuzbauer und Hasper herausgegeben. Dies ist auch die Ausgabe die für Wikisource verwendet wurde.
Für den 1978 vom Zentralantiquariat der DDR veröffentlichten Reprint wurde jedoch ein Exemplar der Universitätsbibliothek Rostock verwendet, das nach den Angaben des Zentralantiquariats auch 1846 gedruckt wurde, aber zu einer anderen Ausgabe des Verlags W. Creuzbauer (ohne den Partner Hasper) gehört und das auf dem Titelblatt keine Jahresangabe trägt. Eine Rezension in der Literarischen Zeitung bezieht sich auf eine Ausgabe die 1846 bei Engelmann in Leipzig erschienen ist. Die Deutsche Nationalbibliothek führt diese Ausgaben nicht in ihrer Datei.

#### 1898/99

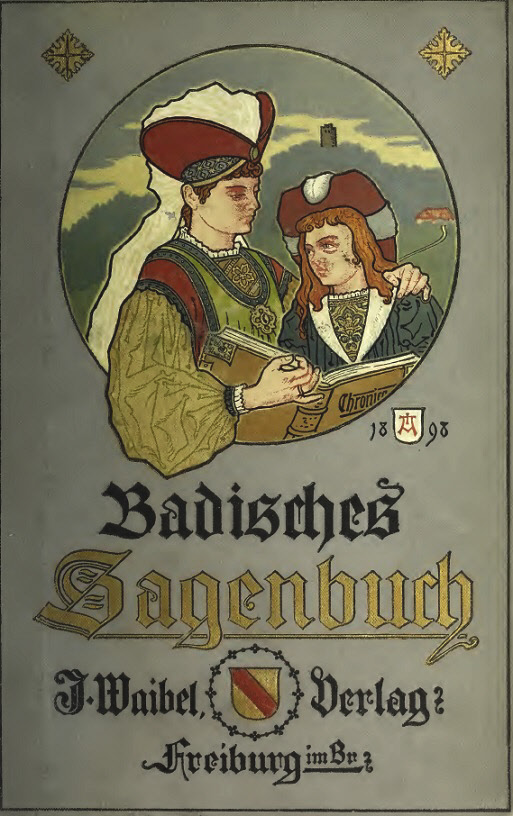
Cover von „Badisches Sagen-Buch“ – „Sagen des Bodensee's, des oberen Rheinthals und der Waldstädte“. Freiburg 1898

Joseph Waibel und Hermann Flamm publizierten im Verlag von J. Waibel's Buchhandlung 1898 den ersten Band einer geplanten illustrierten Neuausgabe der Sagensammlung „Badisches Sagen-Buch“ von August Schnezler unter dem Titel „Sagen des Bodensee's, des oberen Rheinthals und der Waldstädte“. Josef Bader verfasste die Einleitung zu diesem Band, weshalb er vielfach auch als Autor des Bandes bezeichnet wird. Der Band hat auch ein Ortsverzeichnis. Ein ausführliches Sachregister war nach Erscheinen von vier örtlichen Sagenkreisen geplant
1899 folgte ein weiterer Teilband des geplanten Projektes unter dem Titel Sagen Freiburgs und des Breisgaus. Dieser Band enthält auf 350 Seiten 291 Sagen, Märchen und Geschichten. Die teilweise sehr kurzen Beiträge sind aus dem Abschnitt Breisgau von Schnezlers Badischem Sagenbuch von 1846, der Sammlung Bernhard Baaders von 1859 und aus Heinrich Schreibers Die Volkssagen der Stadt Freiburg im Breisgau von 1867. Der Band ist illustriert, wobei viele Zeichnungen vom Breisgauverein „Schau-ins-Land“ aus dessen Zeitschrift „Schau-ins-Land“ beigesteuert wurden. Auch dieser Band hat ein Ortsverzeichnis und ist wohl die umfangreichste Sammlung von Sagen des Breisgaus.

#### 1976–1979
1976 und 1978/79 wurden vom Zentralantiquariat der DDR verschiedene Ausgaben der Sagensammlung „Badisches Sagen-Buch“ von August Schnezler als fotomechanischer Neudruck der Originalausgabe 1846 nach dem Exemplar der Universitätsbibliothek Rostock veröffentlicht.

#### 1987–1990
Badisches Sagen-Buch : eine Sammlung der schönsten Sagen, Geschichten, Märchen und Legenden des badischen Landes : aus Schrifturkunden, dem Munde des Volkes und der Dichter, Stuttgart : Belser, 1987–1990. Mikrofiche-Ausg.: Wildberg : Belser Wiss. Dienst, 1989–1990. (Edition Corvey)

#### 2016
2016 wurde die Sagensammlung „Badisches Sagen-Buch“ als Reprint der Ausgabe von 1898 von der Hansebooks GmbH neu aufgelegt.

## Kritik
In den Blätter für literarische Unterhaltung erschien 1847 eine Rezension in der Schnezler vorgeworfen wurde durch die Vermischung von Prosa und Dichtung die Übersicht über das Material „in höchstem Grade erschwert“ zu haben. Zwei Drittel der Beiträge seinen mehr oder weniger bereits bekannte Gedichte. Unter den Prosabeiträgen seien zudem zu viele „unbedeutende und interesselose“. Schnezler hatte in seinem Vorwort zum ersten Band sein Vorgehen begründet „durch bunte Abwechslung in Form und Stylweise, in Versen und Prosa, und durch Vereinigung zahlreicher Schriftstellernamen das Eintönige zu vermeiden,...“